# Liste der Monuments historiques in Neuville-sur-Vanne
Die Liste der Monuments historiques in Neuville-sur-Vanne führt die Monuments historiques in der französischen Gemeinde Neuville-sur-Vanne auf.

## Liste der Objekte
| Bezeichnung                                    | Beschreibung                                                                       | Standort                       | Kennzeichnung | Schutzstatus | Datum | Bild |
| ---------------------------------------------- | ---------------------------------------------------------------------------------- | ------------------------------ | ------------- | ------------ | ----- | ---- |
| Gemälde Enthauptung Johannes des Täufers       | Ölfarbe auf Holz, 16. Jahrhundert; in der Mairie deponiert                         | in der Kirche St-Martin (Lage) | PM10001362    | Classé       | 1913  |      |
| Skulptur einer Heiligen                        | Holz, 16. Jahrhundert                                                              | in der Kirche St-Martin (Lage) | PM10004047    | Inscrit      | 1984  |      |
| Hauptaltar                                     | Altartisch, Tabernakel und Retabel; Holz, farbig gefasst, 18. oder 19. Jahrhundert | in der Kirche St-Martin (Lage) | PM10004042    | Inscrit      | 1983  |      |
| Gemälde Entschlafung Mariens                   | Ölfarbe auf Leinwand, 17. Jahrhundert                                              | in der Kirche St-Martin (Lage) | PM10004044    | Inscrit      | 1983  |      |
| Glocke                                         | Bronze, 1543 gegossen                                                              | in der Kirche St-Martin (Lage) | PM10001363    | Classé       | 1913  |      |
| Adlerpult                                      | Holz, 18. Jahrhundert                                                              | in der Kirche St-Martin (Lage) | PM10004040    | Inscrit      | 1983  |      |
| Gemälde Bischofsweihe des heiligen Martin      | Ölfarbe auf Leinwand, 17. Jahrhundert; in der Mairie deponiert                     | in der Kirche St-Martin (Lage) | PM10004046    | Inscrit      | 1983  |      |
| Gemälde Der heilige Martin teilt seinen Mantel | Ölfarbe auf Leinwand, 19. Jahrhundert; nach Carl Friedrich von Stralendorff        | in der Kirche St-Martin (Lage) | PM10004041    | Inscrit      | 1985  |      |
| Gemälde Kreuzabnahme                           | Ölfarbe auf Holz, 17. Jahrhundert; in der Mairie deponiert                         | in der Kirche St-Martin (Lage) | PM10001364    | Classé       | 1984  |      |
| Skulptur Heiliger Martin                       | Stein, 16. Jahrhundert; Verbleib unklar                                            | in der Kirche St-Martin (Lage) | PM10004039    | Inscrit      | 1983  |      |
| Zelebrantenstuhl                               | Holz, bemalt, Ende des 18. Jahrhunderts                                            | in der Kirche St-Martin (Lage) | PM10004043    | Inscrit      | 1983  |      |
| Gemälde Darstellung Mariens im Tempel          | Ölfarbe auf Leinwand, 17. Jahrhundert; nach Jan van der Straet                     | in der Kirche St-Martin (Lage) | PM10004045    | Inscrit      | 1983  |      |